# Nils-Henrik Lundquist
Nils-Henrik Lundquist, född 29 juni 1919 i Ludvika församling i Kopparbergs län, död 4 april 1997 i Farsta församling i Stockholms län, var en svensk ingenjör och ämbetsman som var generaldirektör för Försvarets forskningsanstalt 1974–1984.

## Biografi
Lundquist avlade studentexamen i Malmö 1938. Han avlade civilingenjörsexamen vid Tekniska högskolan 1943 och arbetade som ingenjör på Saab AB 1942–1946. Där deltog han i utvecklingen av radarsystem för krigsmakten och ledde utvecklingen av den första flygburna radarn. År 1945 inrättades Försvarets forskningsanstalt (FOA) och myndigheten övertog radarforskningen. Åren 1946–1984 tjänstgjorde han vid FOA, först vid Avdelning 3 (för teleteknik) 1946–1974, där han blev forskningsingenjör 1947, laborator 1953 och var avdelningschef 1957–1974. Åren 1974–1984 var han generaldirektör och chef för FOA. Under tiden vid FOA kom han att allt mer sysselsätta sig med problem rörande luftförsvaret, han medverkade i flera utredningar och bidrog som avdelningschef till utvecklingen av STRIL 60. Han var ledamot av 1969 års försvarsforskningsutredning, som syftade till att ge underlag för en förändring av verksamheten vid FOA. Han fann anledning att i viktiga avseenden reservera sig mot betänkandets huvudlinje och när det slutgiltiga beslutet fattades 1974 var det i enlighet med hans rekommendationer. Hans tid som generaldirektör präglades av långtgående organisationsförändringar. Han insisterade hela tiden på att det måste finnas resurser till såväl experimentell som teoretisk verksamhet.
Nils-Henrik Lundquist invaldes 1962 som ledamot av Kungliga Krigsvetenskapsakademien, 1967 som ledamot av Kungliga Ingenjörsvetenskapsakademien och 1975 som hedersledamot av Kungliga Örlogsmannasällskapet. Han promoverades till teknologie hedersdoktor vid Kungliga Tekniska högskolan 1983.

## Utmärkelser
- Riddare av Nordstjärneorden, 1961.[11]